# Szardínia királyainak listája

## Az első királyok
Szardínia első megkoronázott királya (Rex Sardiniae) Arboreai II. Barisone judex (szó szerint bíró, de szárd használatban helyi király) volt (1146–1186), akit Barbarossa Frigyes német-római császár iktatott be 1164-ben, de már a következő évben arra kényszerült, hogy a döntést visszavonja, és Szardíniát a Pisai Érsekségnek adja. Barisone király (judex) utódai (Arboreai I. Hugó és I. Péter) továbbra is viselték az immár jelentőség nélküli királyi címet. II. Frigyes német-római császár fiát, Szardíniai Enzót is királlyá avatták, de királyi címét sohasem tudta örökletessé tenni.

## Barcelonai-ház
Szardínia és Korzika Királyságát (Royaume de Sardaigne et de Corse) VIII. Bonifác pápa alapította meg 1297. április 4-én, hogy feloldja az Anjou grófi ház és a Barcelonai-ház (az aragóniai királyi ház) között keletkezett ellenségességet, amely a Szicíliai Királyság birtoklása körül robbant ki, a hírhedtté vált „szicíliai vecsernye” eseményei nyomán. Ezt a királyságot a pápa kárpótlásként hozta létre, és trónját elsőként II. (Igazságos) Jakabnak, Aragónia királyának ítélte oda.
- 1297–1327 : I. (Igazságos) Jakab.
- 1327–1336 : I. Alfonz;
- 1336–1387 : I. (Szertartásos) Péter.
- 1387–1396 : I. (Vadász) János.
- 1396–1410 : I. (Emberséges) Márton.
- 1412–1416 : I. (Antequerai) Ferdinánd.
- 1416–1458 : II. (Nagylelkű) Alfonz;
- 1458–1479 : II. (Hitetlen) János;
- 1479–1516 : II. (Katolikus) Ferdinánd;
- 1516–1555:  I. (Őrült) Johanna.

## Habsburg-ház, spanyol ág
1556-ban, amikor V. Károly német-római császár felosztotta a birodalmát, Szardíniát a spanyol királyok birtokába adta.  
- 1516–1556 : I. (Habsburg) Károly német-római császár (anyjával társuralkodó).
- 1556–1598 : I. Fülöp, II. Fülöp néven spanyol király.
- 1598–1621 : II. Fülöp, III. Fülöp néven spanyol király.
- 1621–1665 : III. Fülöp, IV. Fülöp néven spanyol király.
- 1665–1700 : II. Károly spanyol király.
- 1700–1708 : IV. Fülöp, V. Fülöp néven spanyol király, XIV. Lajos francia király unokája (a spanyol Bourbonok capetingi ágából).

## Habsburg-ház, osztrák ág
- 1708–1711 : I. József német-római császár, magyar és cseh király.
- 1711–1720 : III. Károly, VI. Károly néven német-római császár, III. Károly néven magyar, II. Károly néven cseh király.

## Savoyai-ház
1713-ban az utrechti békeszerződés révén Szicília a Savoyai-ház birtokába került, akik felvették szicíliai királyi címet. 1718-ban Savoyai II. Viktor Amadé herceget a Spanyol Királyság lemondatta Szicília trónjáról, cserébe 1720-ban a Habsburg Birodalom a Savoyai hercegi ház tagjait Szardínia királyainak ismerte el. Az új uralkodók székhelye a piemonti Torinó lett, Szardínia társkirálysággá vált Cagliari fővárossal, ahol csak a napóleoni háborúk idején tartották udvartartásukat a szigetország királyai, amikor Piemontot elfoglalták a franciák. Erről az időszakról tanúskodnak a Savoyai-ház tagjainak születései, akik kivételesen Cagliariban látták meg a napvilágot, mint pl. Savoyai Mária Krisztina szárd királyi hercegnő, aki II. Ferdinánd nápoly–szicíliai király felesége lett. A Savoya-ház uralkodóinak teljes és hivatalos címe: Szardínia, Ciprus, Jeruzsálem és Örményország királya, Savoya és Monferrato hercege, Piemont fejedelme volt, de egyszerűsítve a Szárd–Piemonti Királyság uralkodójaként jelölték őket. Ennek uralkodói: 
- 1720–1730 : II. Viktor Amadé szárd–piemonti király, Savoya hercege).[2]
- 1730–1773 : III. Károly Emánuel szárd–piemonti király, Savoya hercege.
- 1773–1796 : III. Viktor Amadé szárd–piemonti király, Savoya hercege.
- 1796–1802 : IV. Károly Emánuel szárd–piemonti király, Savoya hercege.
- 1802–1821 : I. Viktor Emánuel szárd–piemonti király, Savoya hercege.
- 1821–1831 : Károly Félix szárd–piemonti király, Savoya hercege.
- 1831–1849 : Károly Albert szárd–piemonti király, Savoya hercege.
- 1849–1861 : II. Viktor Emánuel szárd–piemonti király, Savoya hercege, 1861-től az első olasz király, ugyanezen a néven.[3]
- 1860-tól Szardínia és Piemont az egyesített Olasz Királyság részévé vált, Savoya a Francia Császársághoz került (cserébe a III. Napóleon által elfoglalt Lombardiáért).